# Bāghcheh Mīsheh
Bāghcheh Mīsheh (persiska: باغچه میشه) är en ort i Iran.   Den ligger i provinsen Västazarbaijan, i den nordvästra delen av landet, 400 km väster om huvudstaden Teheran. Bāghcheh Mīsheh ligger 1 899 meter över havet och antalet invånare är 321.
Terrängen runt Bāghcheh Mīsheh är kuperad.Runt Bāghcheh Mīsheh är det ganska tätbefolkat, med 60 invånare per kvadratkilometer. Närmaste större samhälle är Gūzal Bolāgh, 10,5 km väster om Bāghcheh Mīsheh. Trakten runt Bāghcheh Mīsheh består i huvudsak av gräsmarker.